# Prusy (Rybno)
Prusy (deutsch Preußen) ist ein kleines Dorf in der polnischen Woiwodschaft Ermland-Masuren und gehört zur Gmina Rybno (Landgemeinde Rybno, 1942 bis 1945 Rübenau) im Powiat Działdowski (Kreis Soldau).

## Geographische Lage
Prusdy liegt südlich des Rumiansees (polnisch Jezioro Rumiańskie) im Südwesten der Woiwodschaft Ermland-Masuren, 29 Kilometer westlich der früheren Kreisstadt Neidenburg (polnisch Nidzica) bzw. 19 Kilometer nordwestlich der heutigen Kreismetropole Działdowo (deutsch Soldau i. Ostpr.).

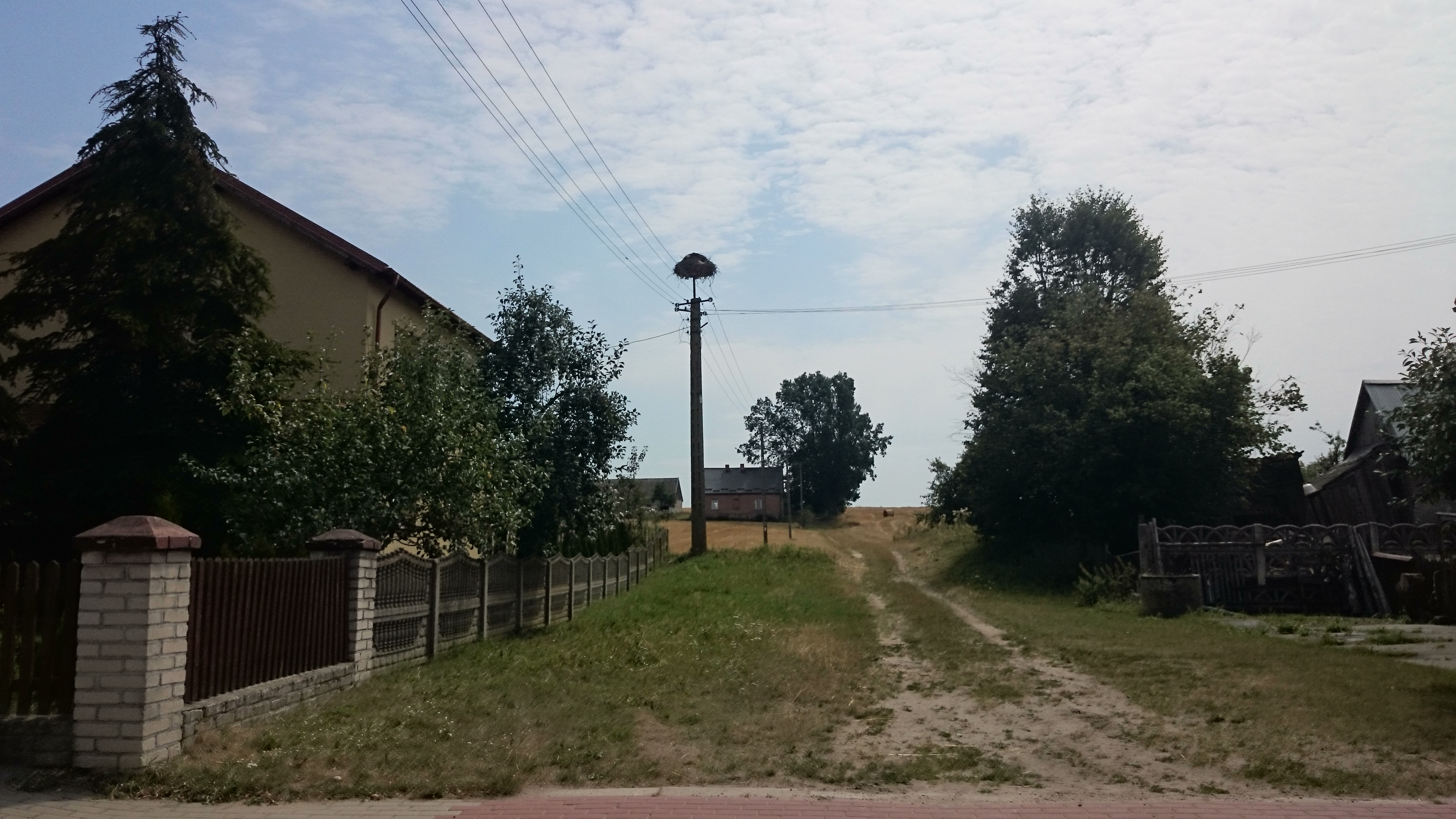
Dorfidylle mit Storchennest in Prusy

|  |

## Geschichte
Das kleine Dorf Preußen kam 1874 zum Amtsbezirk Groß Koschlau (polnisch Koszelewy) im ostpreußischen Kreis Neidenburg. 1910 zählte es 135 Einwohner.
Aufgrund der Bestimmungen des Versailler Vertrags musste Preußen mit allen im Soldauer Gebiet gelegenen Orten am 10. Januar 1920 an Polen abgetreten werden. Das Dorf erhielt die polnische Namensform „Prusy“ und wurde am 1. August 1934 in die neu gebildete Landgemeinde Żabiny im Powiat Działdowski eingegliedert und wohl nach Nowa Wieś eingemeindet. Am 26. Oktober 1939 wurde Żabiny in das Deutsche Reich zurückgeführt und in „Seeben“ rückbenannt. Am 1. April 1940 schließlich wurde die Landgemeinde Seeben in den „Amtsbezirk Seeben“ umgebildet und dem Kreis Neidenburg zugeordnet.
In Kriegsfolge wurde 1945 das gesamte südliche Ostpreußen an Polen überstellt. Preußen erhielt wieder die polnische Namensform „Prusy“ und wurde aus der Gemeinde Nowa Wieś (Neudorf) herausgelöst und verselbständigt. Heute ist Prusy eine Ortschaft innerhalb der Gmina Rybno (Landgemeinde Rybno, 1942 bis 1945 Rübenau) im Powiat Działdowski (Kreis Soldau), bis 1998 der Woiwodschaft Ciechanów, seither der Woiwodschaft Ermland-Masuren zugeordnet. Im Jahre 2011 zählte Prusy 80 Einwohner.

## Kirche
Vor 1945 war Preußen in die evangelische Kirche Usdau-Sczuplienen (polnisch Uzdowo-Szczupliny) in der Kirchenprovinz Ostpreußen der Kirche der Altpreußischen Union bzw. in die Diözese Działdowo der Unierten Evangelischen Kirche in Polen, außerdem in die römisch-katholische Kirche Gilgenburg (polnisch Dąbrówno) eingepfarrt. Heute gehört Prusy zur evangelischen Pfarrei in Działdowo (Soldau) mit der (nähergelegenen) Filialkirche in Lidzbark (Lautenburg) in der Diözese Masuren der Evangelisch-Augsburgischen Kirche in Polen sowie zur katholischen Pfarrei Koszelewy (Groß Koschlau) im Dekanat Rybno (Lautenburg), Region Brodnica (Strasburg), im Bistum Toruń (Thorn).

## Verkehr
Prusy liegt an der Nebenstraße 1255N, die bei Tuczki (Tautschken) von der Woiwodschaftsstraße 538 abzweigt und über Szczupliny (Sczuplienen) nach Dąbrówno (Gilgenburg) an der Woiwodschaftsstraße 542 führt. Tuczki ist die nächste Bahnstation und liegt an der Bahnstrecke Danzig–Warschau.